# Tolkunbek Hudaýbergenow
Tolkunbek Hudaýbergenow (* 4. Januar 1986) ist ein turkmenischer Gewichtheber.

## Karriere
Tolkunbek Hudaýbergenow nahm an den Olympischen Sommerspielen 2008 teil, wobei er den siebten Rang in der Gewichtsklasse bis 62 kg mit seiner persönlichen Bestleistung von 288 kg belegte. Bei der Asienmeisterschaft 2008 wurde er Vierter in der Kategorie bis 62 kg mit einer Gesamtleistung von 284 kg.